# یوس فان آرت
یوس فان آرت (هلندی: Jos van Aert؛ زادهٔ ۲۶ اوت ۱۹۶۲) دوچرخه‌سوار اهل هلند است.